# Franz Ruttner
Franz Ruttner (* 12. Mai 1882 in Podol, Österreich-Ungarn; † 17. Mai 1961 in Lunz am See, Niederösterreich) war ein österreichischer Limnologe, langjähriger Leiter der Biologischen Station in Lunz am See. Ruttner gilt als „Klassiker“ unter den deutsch-österreichischen Limnologen.

## Leben und Wirken
Der in Ostböhmen geborene Sohn eines Försters kam nach dem Abschluss seines Studiums (in Prag bei dem Botaniker Hans Molisch; Diss. „Die Kleinstlebewesen der Prager Wasserleitung“ 1906) nach Niederösterreich und wurde 1908 zum administrativen Leiter der im Jahr 1905 durch Carl Kupelwieser gegründeten Biologischen Station in Lunz am See. Die Station war während des Ersten Weltkrieges vorübergehend geschlossen. 1924 wurde sie durch die Kaiser-Wilhelm-Gesellschaft (heutige Max-Planck-Gesellschaft), die die Österreichische Akademie der Wissenschaften unterstützte, neu gegründet und Franz Ruttner wurde Direktor des Instituts. 1928–1929 unternahm er mit den Kollegen Heinrich Jacob Feuerborn und August Thienemann und dem Laboranten Karl Herrmann die erste limnologische Forschungsreise in die Tropen (Indonesien). Im Jahr 1937 wurde er zum Mitglied der Leopoldina gewählt. Er beantragte am 17. Mai 1938 die Aufnahme in die NSDAP und wurde rückwirkend zum 1. Mai desselben Jahres aufgenommen (Mitgliedsnummer 6.146.593). Er leitete die Biologische Station Lunz bis zu seiner Pensionierung 1957 und starb 1961 in Lunz. Eine seiner wichtigsten Leistungen ist der Nachweis der Hydrogencarbonat-Assimilation bei submersen höheren Makrophyten (wie der Wasserpest).
Ein Klassiker ist der von ihm 1940 verfasste „Grundriß der Limnologie“, ein mit ca. 250 Seiten knapp gefasster Überblick über die Seenkunde mit kurzen Kapiteln auch über Fließgewässer und Moore. Dieses Werk wurde in 11 Sprachen übersetzt. Nach Ruttner ist eine Reihe von limnologischen Symposien benannt, welche die Bayerische Akademie für Naturschutz und Landschaftspflege jährlich in Seeon-Seebruck unter Leitung von Ruttners letztem Schüler Otto Siebeck veranstaltet.

## Familie
Franz Ruttner hatte drei Söhne:
- Anton Ruttner (1911–2006), Geologe, Leiter der Geologischen Bundesanstalt in Wien; verdient um die Geologie des Iran; seine Gattin Agnes Ruttner-Kolisko (1911–1991) war eine führende Rädertier-Spezialistin
- Friedrich Ruttner (1914–1998; Neurologe) und
- Hans Ruttner (1918–1979; Absolvent der Universität für Bodenkultur Wien)

Letztere gründeten 1946 in Lunz das Institut für Bienenkunde, das dann dem Landwirtschaftsministerium unterstellt wurde. 1948 erfolgte hier der Erstnachweis der Mehrfachbegattung der Bienenkönigin während des Hochzeitsfluges. Friedrich Ruttner war dann lange Jahre „Bienen-Professor“ an der Universität Frankfurt am Main mit Institut in Oberursel.

## Ehrungen
1942 erhielt er die Naumann-Medaille.

## Schriften
- Grundriß der Limnologie 3. Auflage. De Gruyter, Berlin 1962.